# Sportyvna (metropolitana di Charkiv)
La stazione di Sportyvna (Спортивна, ), in russo Sportivnaja (Спортивная), è una stazione della metropolitana di Charkiv, sulla linea Cholodnohirs'ko-Zavods'ka.

## Storia
La stazione di Sportyvna venne attivata il 23 agosto 1975, contemporaneamente alla prima tratta (da Cholodna hora a Moskovs'kij prospekt) della linea Cholodnohirs'ko-Zavods'ka.

## Strutture e impianti
Si tratta di una stazione sotterranea, con due binari – uno per ogni senso di marcia – serviti da una banchina ad isola.

## Interscambi
- Fermata metropolitana (Metrobudivnykiv, linea Oleksiïvs'ka) [3]
- Fermata tram (linee 5 e 8) [4]